# DŠK Jadran
Daruvarski športski klub Jadran je bivši nogometni klub iz Daruvara.

## Povijest
Godine 1922. u Daruvaru je osnovan Daruvarski športski klub Jadran u kojem su igrali daruvarska mladež i učenici. Uzeli su ime Jadran u znak prosvijeda protiv pripojenja Istre, Zadra i otoka Italiji. Klub se smatra nasljednikom Građanskog.
Klupski znak bilo je slovo J na grudima. Klub je više puta slao zahtjev za prijem u članstvo JNS-a, koje nikada nije odobreno.

### Članci
- Ambroš, Davor. 2022. Prvi daruvarski nogometni klubovi. Zbornik Janković. Ogranak Matice hrvatske u Daruvaru. Daruvar. 6 (7): 49–76